# Tony Woodcock
Anthony Stewart "Tony" Woodcock (Nottinghamshire, 6 de dezembro de 1955) é um ex-futebolista profissional inglês que atuava como atacante.

## Carreira
Tony Woodcock fez parte do elenco da Seleção Inglesa de Futebol, da Copa de 1982.